# Aleksandr Suchowo-Kobylin
Aleksandr Wasiljewicz Suchowo-Kobylin (ros. Алекса́ндр Васи́льевич Сухово́-Кобы́лин; ur. 17 września?/29 września 1817 w  Moskwie zm. 11 marca?/24 marca 1903 w Beaulieu-sur-Mer) – rosyjski pisarz, dramaturg. 
Absolwent Uniwersytetu Moskiewskiego. Od 1902 członek Petersburskiej Akademii Nauk. Autor trylogii dramatycznej (Małżeństwo Kreczyńskiego, Sprawa i Śmierć Tariełkina), w której krytykuje biurokrację rosyjską.

## Trylogia dramatyczna
- 1854: Małżeństwo Kreczyńskiego (wydanie polskie 1951)
- 1861: Sprawa (wydanie polskie 1955)
- 1869: Śmierć Tariełkina (wydanie polskie 1949)